# FOXTROT (レーベル)
FOXTROT（フォックストロット）は、かつて存在した番組制作会社、芸能事務所であるラムズの自社レコードレーベル。
2013年6月にラムズは自己破産したためレーベルとしても完全消滅した模様。

## アーティスト
- Village Stones
- EIZO Japan
- 杉ちゃん&鉄平
- 野川さくら
- 宮崎羽衣
- ミラマリア

## 音楽制作作品
- もろびと こぞりて（楽曲）

## 販売元
- エイベックス・マーケティング - FOXTROTがエイベックス・エンタテインメントに販売委託[1]、品番はAVCA。
- FOXTROT - ANIMON、発売記念キャンペーン対象店舗のアニメショップなどで販売、品番はFTMC。
- ANIMON - ANIMON限定販売、品番はRADM。